# Eriyodu
Eriyodu är en ort i Indien.   Den ligger i distriktet Dindigul och delstaten Tamil Nadu, i den södra delen av landet, 2 000 km söder om huvudstaden New Delhi. Eriyodu ligger 264 meter över havet och antalet invånare är 7 866.
Terrängen runt Eriyodu är huvudsakligen platt, men åt nordost är den kuperad. Runt Eriyodu är det tätbefolkat, med 297 invånare per kvadratkilometer. Närmaste större samhälle är Dindigul, 18,6 km sydväst om Eriyodu. Omgivningarna runt Eriyodu är en mosaik av jordbruksmark och naturlig växtlighet.